# Tribunal de Contas Europeu
O Tribunal de Contas Europeu (TCE) é a instituição suprema de auditoria da União Europeia (UE). Foi estabelecido em 1975 em Luxemburgo e é uma das sete instituições da UE. O Tribunal é composto por um membro de cada estado-membro da UE (atualmente 27) apoiado por aproximadamente 800 funcionários públicos.

## História
O Tribunal de Contas Europeu foi criado pelo Tratado Orçamental de 1975 e foi formalmente estabelecido em 18 de outubro de 1977, realizando sua primeira sessão uma semana depois. Naquela época, o Tribunal não era uma instituição formal; era um órgão externo designado para auditar as finanças das Comunidades Europeias. Ele substituiu dois órgãos de auditoria separados, um que lidava com as finanças da Comunidade Económica Europeia e Euratom, e outro que lidava com a Comunidade Europeia do Carvão e do Aço.
O Tribunal não tinha um estado legal definido até o Tratado de Maastricht, quando foi feito a quinta instituição, a primeira nova instituição desde a fundação da Comunidade. Ao se tornar uma instituição, ganhou novos poderes, como a capacidade de mover ações perante o Tribunal de Justiça Europeu (TJE). Inicialmente, seu poder de auditoria relacionava-se apenas ao pilar da Comunidade Europeia da União Europeia (UE), mas com o Tratado de Amsterdã ganhou o poder total de auditar as finanças de toda a UE.

## Funções
Apesar do seu nome, o Tribunal de Contas Europeu (TCE) não possui funções jurisdicionais. Ele atua mais como uma agência de auditoria investigativa externa e profissional. O papel principal do TCE é verificar externamente se o orçamento da União Europeia foi implementado corretamente e se os fundos da UE foram gastos legalmente e com boa gestão. Nesse processo, o TCE verifica a documentação de todas as pessoas que manuseiam qualquer receita ou despesa da União e realiza verificações pontuais. O TCE é obrigado a relatar quaisquer problemas em seus relatórios para a atenção dos Estados-Membros e instituições da UE; esses relatórios incluem seus relatórios anuais gerais e específicos, bem como relatórios especiais sobre suas auditorias de desempenho. As decisões do TCE servem como base para as decisões da Comissão Europeia. Por exemplo, quando o TCE identificou problemas na gestão dos fundos da UE nas regiões da Inglaterra, a Comissão suspendeu os fundos para essas regiões e está preparada para multar aqueles que não retornarem aos padrões aceitáveis.
Neste papel, o TCE deve permanecer independente, mas ainda assim manter contato com as outras instituições; por exemplo, um papel chave é a apresentação do relatório anual do TCE ao Parlamento Europeu. É com base neste relatório que o Parlamento toma sua decisão sobre se aprova ou não a gestão do orçamento pela Comissão Europeia para aquele ano. Notavelmente, o Parlamento recusou-se a fazer isso em 1984 e 1999, sendo que este último caso forçou a renúncia da Comissão Santer. Se satisfeito, o TCE também envia garantias ao Conselho e ao Parlamento de que o dinheiro dos contribuintes está sendo usado de forma adequada, e o TCE deve ser consultado antes da adoção de qualquer legislação com implicações financeiras, mas sua opinião nunca é vinculativa.

## Organização

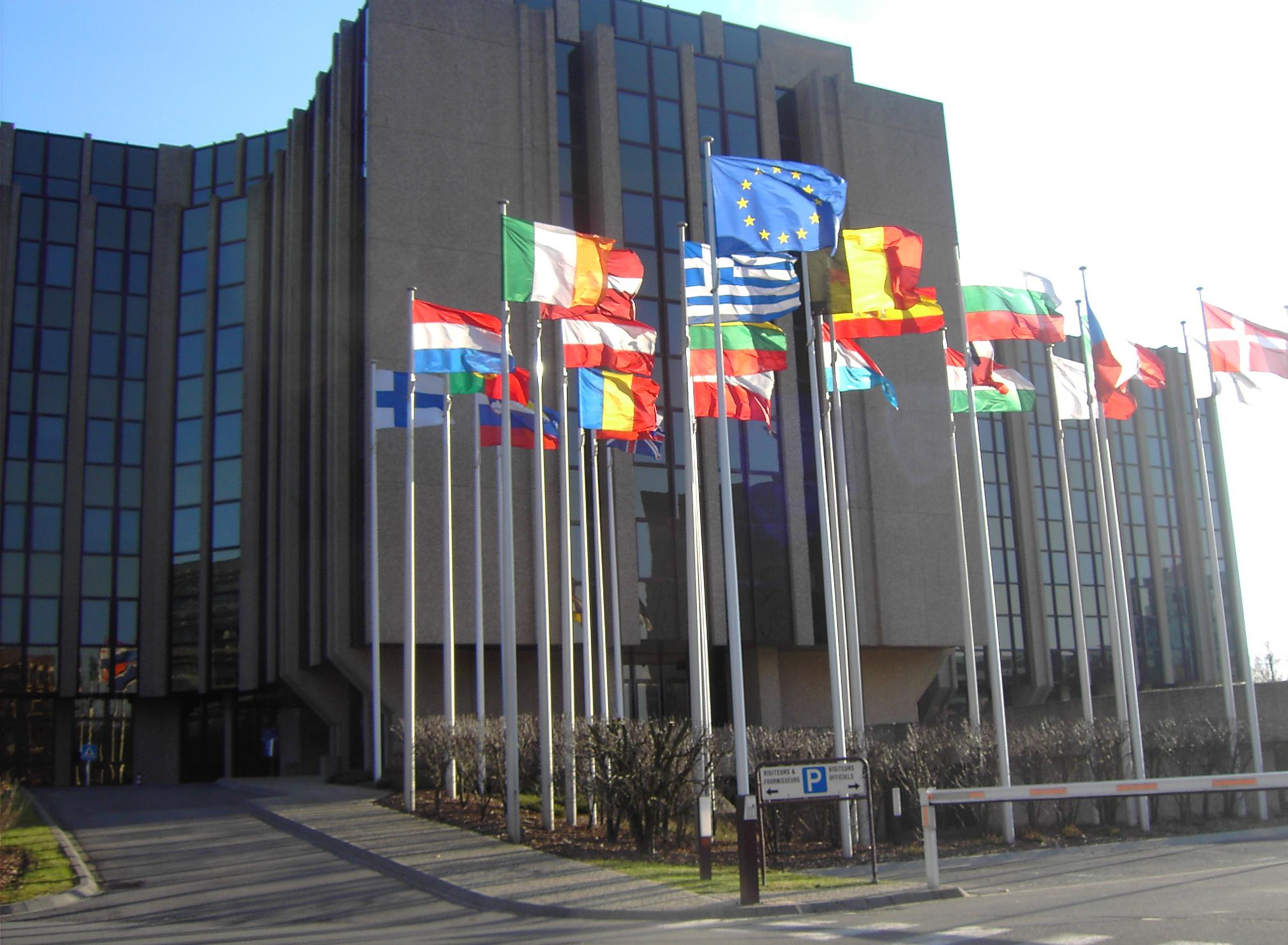
Sede do tribunal

O Tribunal de Contas Europeu (TCE) é composto por um membro de cada Estado-Membro da UE, cada um dos quais é nomeado por unanimidade pelo Conselho da União Europeia para um mandato renovável de seis anos. No entanto, nem todos são substituídos a cada seis anos, pois seus mandatos não coincidem (quatro dos membros originais começaram com mandatos reduzidos de quatro anos por essa razão). Os membros são escolhidos entre pessoas que serviram em órgãos nacionais de auditoria, que são qualificadas para o cargo e cuja independência é indubitável. Enquanto servem no Tribunal, os membros não podem exercer quaisquer outras atividades profissionais.
Como o órgão é independente, seus membros são livres para decidir sua própria organização e regras de procedimento, embora estas devam ser ratificadas pelo Conselho da União Europeia. Desde o Tratado de Nice, o TCE pode criar "câmaras" (com apenas alguns membros cada) para adotar certos tipos de relatórios ou opiniões.
O TCE é apoiado por uma equipe de aproximadamente 800 auditores, tradutores e administradores recrutados como parte do Serviço Civil Europeu. Os auditores são divididos em grupos de auditores que inspecionam e preparam relatórios preliminares para que o TCE tome decisões. As inspeções ocorrem não apenas nas instituições da UE, mas em qualquer estado que receba fundos da UE, dado que 90% da receita e despesa é gerida por autoridades nacionais e não pela UE. Ao encontrar uma falha, o TCE, que não possui poderes legais próprios, informa o Organismo Europeu de Luta Antifraude (OLAF), que é a agência antifraude da UE. O TCE também é auxiliado pelo Secretário-Geral do Tribunal de Contas Europeu, eleito pelo Colégio de Membros do TCE, que, além da gestão geral e assistência ao Presidente, elabora atas preliminares e mantém arquivos de decisões, bem como garante a publicação de relatórios no Jornal Oficial da União Europeia.

### Presidente
Os membros do Tribunal de Contas Europeu (TCE) elegem entre si um Presidente para um mandato renovável de três anos. A eleição ocorre por meio de uma votação secreta entre os membros que se candidataram à presidência. As funções do Presidente (que podem ser delegadas) incluem convocar e presidir as reuniões do TCE, garantindo que as decisões sejam implementadas e que os departamentos (e outras atividades) sejam geridos de forma adequada. O Presidente também representa a instituição e nomeia um representante para ela em processos contenciosos.
O atual Presidente é Tony Murphy (da Irlanda), que assumiu o cargo em 1 de outubro de 2022. Ele sucedeu Klaus-Heiner Lehne (Alemanha), eleito em 2016. Os presidentes anteriores foram Sir Norman Price (eleito em 1977, Reino Unido), Michael Murphy (1977, Irlanda), Pierre Lelong (1981, França), Marcel Mart (1984, Luxemburgo), Aldo Angioi (1990, Itália), André Middelhoek (1992, Países Baixos), Bernhard Friedmann (1996, Alemanha), Jan O. Karlsson (1999, Suécia), Juan Manuel Fabra Vallés † (2002, Espanha), Hubert Weber (2006, Áustria) e Vítor Manuel da Silva Caldeira (2007, Portugal).

### Secretário-Geral
O Secretário-Geral é o membro mais sênior da equipe do TCE. Nomeado para um mandato renovável de seis anos, ele é responsável pela gestão do pessoal do TCE e pela administração do TCE. Além disso, o Secretário-Geral é responsável pelo orçamento, tradução, formação e tecnologia da informação.

#### Lista de secretários-gerais
- 1989–1994: Patrick Everard
- 1994–2001: Edouard Ruppert
- 2001–2008: Michel Hervé (França)
- 2008–2009: John Speed (ad interim, Reino Unido)
- 2009–2020: Eduardo Ruiz Garcia (Espanha)
- 2020–2020: Philippe Froidure (ad interim)
- Desde 2021: Zacharias Kolias (Grécia)

### Pessoal
O pessoal do TCE é principalmente composto por funcionários recrutados por meio de listas de reserva de concursos gerais organizados pelo Escritório Europeu de Seleção de Pessoal (EPSO). Em certas circunstâncias, no entanto, o TCE também pode contratar pessoal temporário ou contratado. Para ser elegível para um posto no TCE, deve-se ser cidadão de um dos Estados-Membros da União Europeia.

#### Estágios
Assim como as outras instituições da UE, o TCE organiza três sessões de estágio por ano em áreas de interesse para seu trabalho. Os estágios têm duração máxima de três, quatro ou cinco meses e podem ser remunerados (1500 €/mês) ou não remunerados.

## Trabalho
O Tribunal de Contas Europeu (TCE) publica os resultados de seu trabalho de auditoria em uma variedade de relatórios – relatórios anuais, relatórios anuais específicos e relatórios especiais – dependendo do tipo de auditoria. Outros produtos publicados incluem pareceres e publicações baseadas em revisões. No total, o TCE publicou 93 relatórios em 2017. Todos os relatórios, pareceres e revisões são publicados no site do TCE nas línguas oficiais da UE.